# Tephrosia nseleensis
Tephrosia nseleensis är en ärtväxtart som beskrevs av De Wild.. Tephrosia nseleensis ingår i släktet Tephrosia och familjen ärtväxter. Inga underarter finns listade i Catalogue of Life.